# Unité urbaine de la Roche-Chalais - Saint-Aigulin
L’unité urbaine de la Roche-Chalais - Saint-Aigulin, ou de Saint-Aigulin - La Roche-Chalais, est une ancienne unité urbaine française interdépartementale centrée sur les communes de La Roche-Chalais, dans le département de la Dordogne, et de Saint-Aigulin, commune de l'extrême sud-est de la Charente-Maritime, séparées par la Dronne.
Avant 2010, l'Insee considérait ces deux communes comme formant une agglomération. À partir de 2020, l'Insee considère ces deux communes comme non liées et ne reconnait plus cette unité urbaine.

## Données générales
Dans le zonage réalisé par l'Insee en 1999, l'unité urbaine (l'agglomération) de la Roche-Chalais - Saint-Aigulin est composée de deux communes, dont une en Dordogne et l'autre en Charente-Maritime
En 2010, selon l'Insee a procédé à une révision des zonages des unités urbaines de la France. Celle de La Roche-Chalais - Saint-Aigulin forme une unité urbaine sous le code 00170. L'aire urbaine de La Roche-Chalais - Saint-Aigulin, également définie en 2010, se compose des deux mêmes communes sous le code 622.
Selon la révision de l'Insee en 2020, ces deux communes ne forment plus ni unité urbaine, ni aire urbaine,.

## Composition de l'unité urbaine

### Compositions 1999 et 2010
En 1999, l'unité urbaine était composée des deux communes suivantes : La Roche-Chalais et Saint-Aigulin.

## Évolution démographique
L'évolution démographique ci-dessous concerne l'unité urbaine selon le périmètre défini en 2010.
| 1936  | 1954  | 1962  | 1968  | 1975  | 1982  |
| ----- | ----- | ----- | ----- | ----- | ----- |
| 4 100 | 4 256 | 4 934 | 5 102 | 5 356 | 5 171 |

| 1990  | 1999  | 2007  | 2012  | 2017  | - |
| ----- | ----- | ----- | ----- | ----- | - |
| 4 900 | 4 786 | 4 734 | 4 816 | 4 910 | - |

Histogramme

(élaboration graphique par Wikipédia)